# Festival di cinema africano di Verona 2009
L'edizione del Festival di Cinema africano di Verona del 2009 è la 29ª edizione del festival e si svolge a Verona dal 13 al 21 novembre 2009.

## Premi[1]
Primo premio
- Sheherazade, Tell Me a Story, di Yousry Nasrallah (Egitto)

Menzioni speciali
- Izulu Lami, di Madoda Ncayiyiana (Sudafrica)
- Dowaha, di Raja Amari (Tunisia)
- Trapped Dream, di Joseph Ubaka Ogochukwu (Nigeria, Senegal)

Menzione speciale interpreti
- Thembì, Kwezi, Chilie Bite e gli altri bambini di Izulu Lami

Premio documentari
- Un affaire des négres, di Osvalde Lewat (Camerun)
- Menzione speciale per Gaeenga, fou par mi les hommes, di Paul Kabré (Burkina Faso)

Premio cortometraggi
- Mon Histoire: Papy, di Djo Munga (Repubblica Democratica del Congo)
- Menzione speciale per La jeune femme et l'istint, di Mohamed Nadif (Marocco)

Premio scuole
- A Season of a Life, di Shemu Joyah (Malawi)

Premio Nigrizia
- Via Anelli, di Marco Segato (Italia)

Premio Associazione studenti africani di Verona
- Sheherazade, Tell Me a Story, di Yousry Nasrallah (Egitto)

Premio del pubblico
- Izulu Lami, di Madoda Ncayiyiana (Sudafrica)